# 제일란트어

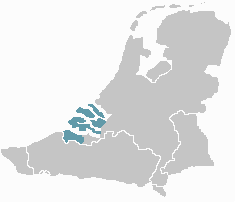
제일란트어가 사용되는 지역 (파란색), 기타 네덜란드어가 사용되는 지역 (회색).

제일란트어(네덜란드어: Zeeuws)는 네덜란드 남서부에서 사용되는 게르만어 방언군으로, 보통 저지 프랑크어에 속하는 네덜란드어의 한 방언으로 분류된다. 자위트홀란트주 일부 지역과 제일란트주의 대부분 지역(제일란트 플람스어가 사용되는 지역 제외)에서 사용된다.